# I, Assassin
I, Assassin är det sjätte studioalbumet, och det fjärde i eget namn, av Gary Numan, utgivet 1982. Det nådde 8:e plats på brittiska albumlistan.
Tre låtar, Music for Chameleons, We Take Mystery (To Bed) och White Boys and Heroes, släpptes som singlar och nådde alla topp-20 på brittiska singellistan. Mest framgångsrik blev We Take Mystery (To Bed) med en 9:e plats på listan, vilket blev Numans sista topp 10-hit.

## Låtförteckning
Alla låtar komponerade av Gary Numan.
1. "White Boys And Heroes" – 6:23
2. "War Songs" – 5:05
3. "A Dream Of Siam" – 6:13
4. "Music for Chameleons" – 6:06
5. "This Is My House" – 4:52
6. "I, Assassin" – 5:26
7. "The 1930s Rust" – 3:55
8. "We Take Mystery (To Bed)" – 6:10

Bonuslåtar på CD-utgåvan
1. "War Games" – 3:55
2. "Glitter And Ash" – 4:42
3. "The Image Is" – 5:55
4. "This House Is Cold" – 5:27
5. "Noise Noise" – 3:49
6. "We Take Mystery" – 5:58
7. "Bridge? What Bridge?" – 4:22

## Medverkande
- Gary Numan - Sång, synthesisers, gitarr, producent
- Roger Mason - Synthesizers
- Pino Palladino - Basgitarr, gitarr
- Chris Slade - Trummor, percussion
- John Webb - Percussion
- Mike - Saxofon, munspel
- Thereza Bazar - Bakgrundssång "Noise Noise"
- Nick Smith - Ljudtekniker